# Wellingtonova mestna hiša
Mestna hiša v Wellingtonu (maorsko Te Whare Whakarauika) je koncertna dvorana in del občinskega kompleksa v Wellingtonu na Novi Zelandiji, ki so jo odprli decembra 1904. Od potresa v Seddonu leta 2013 je zaprta za javnost zaradi obsežnih utrditvenih del, in bo predvidoma ponovno odprta januarja 2025.

## Zgodovina
Temeljni kamen za stavbo je leta 1901 položil vojvoda Cornwallski in Yorški (kasneje Jurij V. Britanski). Organist in zborovodja Maughan Barnett je za to priložnost zložil odo. Gradnja se je začela naslednje leto. Uradno so ga odprli 7. decembra 1904.
Mestna hiša je bila prvotno spredaj (na strani Cuba Street) z rimsko oblikovanim portikom in 150-metrskim stolpom z uro. Ura v stolp ni bila nameščena do leta 1922, ko jo je podaril John Blundell, lastnik časopisa The Evening Post. Leta 1934 so stolp odstranili kot previdnostni ukrep po potresu v Hawke's Bayu leta 1931, odstranjeni pa so bili tudi glavni portik, pediment, balustrada, parapet in drzen venec. Stavba je bila potresno utrjena leta 1943 po potresu prejšnjega leta. Med krepitvijo so korintske kapitele na zunanjosti zamenjali s toskanskimi detajli.
Mestna hiša je bila v preteklih letih morda redka prednostna naloga občine. Do leta 1973 med koncertom (Kenny Rogers in The First Edition) je raven zvoka povzročila, da se je po odru začel valiti prah. Ko je njihova glasba dosegla vrhunec med refrenom ene skladbe (morda Something's Burning), se je nanje zrušil strop odra, pri čemer so po odru in skupini padli trupla golobov, prazna in mrtva jajca, material za gnezdenje in ruševine mavca ter prah. Koncert se je nadaljeval, s črno oblečenimi odrskimi rokami, ki so se plazile po odru in pometale ostanke, odstranjevale trupla in brisale prah z ojačevalcev, ohišij zvočnikov, klaviatur in vsega, kar je bilo prekrito z mavčnim prahom.
Leta 1980 je bil center Michaela Fowlerja zgrajen neposredno pred glavnim vhodom v mestno hišo v pričakovanju rušenja starejše stavbe. Vendar je Novozelandski sklad za zgodovinske kraje (od takrat preimenovan v Heritage New Zealand) prepričal mestni svet, da obdrži mestno hišo. Leta 1989 so bili razkriti načrti za oblikovanje Meščanskega trga (Civic Square) med mestno hišo in staro mestno knjižnico. V okviru tega je bila v letih 1991–1992 Mestna hiša v celoti prenovljena. Med tem procesom je bila koncertna dvorana porušena in nadomeščena s sprejemnicami. Čeprav so se pisarne sveta od leta 1904 razširile zunaj mestne hiše, so bili v stavbi še vedno pisarne župana in članov mestnega sveta Wellingtona, dokler je niso zaprli zaradi potresne ojačitve.

## Avditorij
Glavni avditorij je bil ocenjen kot eden najboljših na svetu glede akustične kakovosti. Gostil je številne nastope v živo (vključno z The Beatles in The Rolling Stones), pa tudi modne revije, bale debitantk, politična zborovanja, podelitve diplom in vsaj eno škofovsko posvečenje, tisto kardinala Johna Dewa leta 1995. Snemalni inženirji iz studia Abbey Road so po snemanju NZSO leta 2012 za zvočni posnetek filmov Hobit opisali mestno hišo kot »enega najboljših akustičnih prostorov«, kar so jih kdaj srečali. Filmska ustvarjalca iz Wellingtona, Peter Jackson in Fran Walsh, sta donirala 2 milijona dolarjev za nov najsodobnejši snemalni objekt, ki bo zgrajen v mestni hiši kot del načrtovanega nacionalnega glasbenega centra, ki naj bi se odprl leta 2026 in vključeval novo Zelandska glasbena šola in NZSO.
V glavnem avditoriju so ene redkih preostalih orgel iz edvardijanske dobe na svetu. V Angliji jih je izdelalo podjetje Norman and Beard in oktobra in novembra 1905 v kosih poslalo v Wellington. Po mesecih nameščanja orgel v glavnem avditoriju so jih odprli 6. marca 1906. Orgle imajo 4000 cevi in štiri klavirature. Cevi so izdelane iz čistega kositra, mešanice svinca, kositra in aluminija ali cinka. Orgle so znane po čudovitem zvoku in so nanje redno igrali, dokler niso leta 2013 razstavili zaradi priprav na potresna utrditvena dela na Mestni hiši. Orgle so bile poslane družbi South Island Organ Company v obnovo in bodo ponovno nameščene, ko bodo potresna utrditvena dela končana.

## Potresna krepitev
Leta 2014 je mestni svet Wellingtona prekinil utrjevanje zaradi potresa, potem ko so se projekcije stroškov povečale s 43 milijonov USD na 60 milijonov USD zaradi nepredvidenih tehničnih težav. Marca 2017 je mestni svet Wellingtona objavil svojo namero, da bo mestna hiša dosegla 100 % novozelandskih gradbenih predpisov po ceni 85 milijonov $, z gradnjo, ki naj bi se začela leta 2018 in cilj, da se ponovno odpre leta 2021. Ko so se začela obnovitvena dela, so bile odkrite dodatne zapletenosti, naraščajoči stroški pa so pomenili, da je svet februarja 2019 proračun podaljšal na 112 milijonov dolarjev z nerazkritim zneskom dodatnih nepredvidenih stroškov. Dodatno delo, ki je bilo potrebno, je vključevalo potresno izolacijo temeljev za boljšo dolgoročno zaščito stavbe, medtem ko je odprtje odloženo za dodatni dve leti. Maja 2022 je svet objavil, da je odprtje dodatno prestavljeno na januar 2025, s povečanimi ocenjenimi stroški na 182 milijonov NZ$. Leta 2023 se je svet strinjal s povišanjem stroškov na 329 milijonov dolarjev zaradi slabega stanja in prekomernega namakanja predelanega zemljišča pod stavbo. To je prizadelo tudi sosednji center Michaela Fowlerja, ki naj bi ga potresno okrepili pred letom 2030.
- Prenova mestne hiše Wellington, 2020
- Izolacijska dela, 2023